# 小行星7039
小行星7039（英語：7039 Yamagata）是一颗围绕太阳公转的小行星。1996年4月14日，大国富丸在南阳市发现了此天体。
这颗小行星的绝对星等为152.88237等。